# لشکر ۲۶ پیاده (ایالات متحده آمریکا)
لشکر ۲۶ پیاده (انگلیسی: 26th Infantry Division) لشکر پیاده‌نظام نیروی زمینی ایالات متحده آمریکا است، که در سال ۱۹۱۷ تأسیس شد و در سال ۱۹۹۳ منحل گردید.
این لشکر در جنگ جهانی اول و جنگ جهانی دوم به‌عنوان یگان عمل‌کننده حضور داشت.
لشکر ۲۶ پیاده که یکی از تشکیلات اصلی گارد ملی ارتش ماساچوست بود، بیشتر تاریخ خود را در بوستون، ماساچوست، مستقر بود. امروزه، میراث این لشکر توسط تیپ ۲۶ تقویت مانور ادامه می‌یابد.
فرمانده این لشکر که در ۱۸ ژوئیه ۱۹۱۷ تشکیل و در ۲۲ اوت ۱۹۱۷ در کمپ ادواردز، ماساچوست، متشکل از واحدهایی از منطقه نیوانگلند فعال شد، لقب "لشکر یانکی" را برای برجسته کردن ترکیب جغرافیایی لشکر انتخاب کرد. این لشکر که در جنگ جهانی اول به عنوان بخشی از نیروهای اعزامی آمریکا به اروپا اعزام شد، نبردهای گسترده‌ای را در فرانسه تجربه کرد. این لشکر که بار دیگر برای جنگ جهانی دوم به اروپا اعزام شد، دوباره در فرانسه جنگید، به داخل آلمان پیشروی کرد و اردوگاه کار اجباری گوسن را قبل از پایان جنگ آزاد کرد.
پس از پایان جنگ جهانی دوم، این لشکر به عنوان یک فرماندهی فعال در گارد ملی باقی ماند و به تدریج فرماندهی خود را گسترش داد تا واحدهایی از لشکرهای دیگر را که ادغام شده بودند، در خود جای دهد. با این حال، این لشکر هرگز برای پشتیبانی از هیچ گونه احتمالات مهم یا شرکت در نبردهای بزرگ فراخوانده نشد و سرانجام در سال ۱۹۹۳ غیرفعال شد و به عنوان یک تیپ تحت لشکر ۲۹ پیاده، سازماندهی مجدد گردید.